# Cacia nigrofasciata
Cacia nigrofasciata là một loài bọ cánh cứng trong họ Cerambycidae.